# Goujon d'Ukraine
Romanogobio belingi
Espèce
Statut de conservation UICN

 LC : Préoccupation mineure
Le Goujon d'Ukraine (Romanogobio belingi) est une espèce de poissons actinoptérygiens de la famille des Gobionidae.

## Description
Ce poisson peut mesurer 11,5 cm de long.

## Répartition

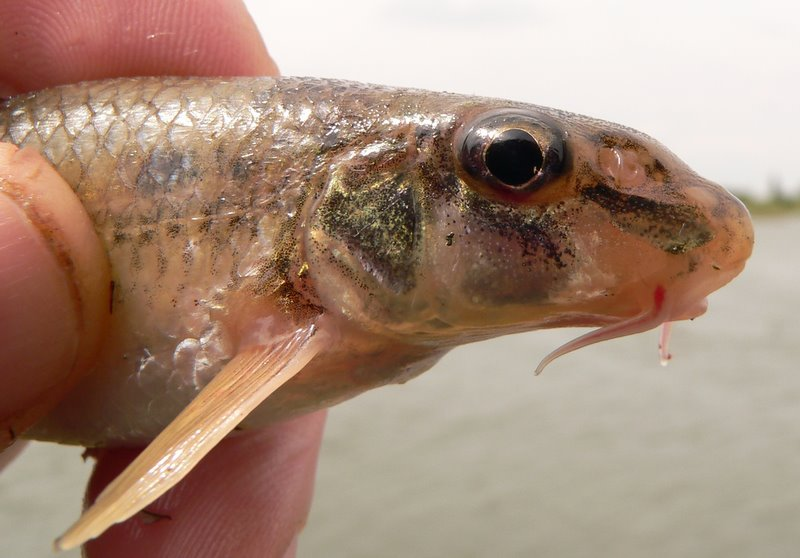
Gros plan sur la tête d'un spécimen pêché dans le Rhin, près de Huissen, aux Pays-Bas.

Ce poisson d'eau douce est endémique de l'Europe centrale et de l'Europe de l'Est. Il est présent en Allemagne, en Belgique, en Biélorussie, en France, en Moldavie, aux Pays-Bas, en Pologne, en Russie, en Slovaquie, en Tchéquie et en Ukraine.
Avec l'amélioration de la qualité des eaux du Rhin, il a pu remonter l'amont de celui-ci et coloniser le nord de la plaine d'Alsace, lui laissant ainsi la possibilité de s'étendre dans l'Est de la France.

## Le Goujon d'Ukraine et l'Homme
Le Goujon d'Ukraine est considéré comme une « espèce de préoccupation mineure » (LC) par la liste rouge de l'UICN.

## Taxonomie
L'espèce a été décrite en 1934 par le zoologiste ukrainien Efim Petrovitch Slastenenko (uk). Avant d'être classée dans le genre Romanogobio, elle a été initialement placée dans le genre Gobio, sous le protonyme Gobio belingi Slastenenko, 1934.
Le nom vernaculaire attesté en français est « Goujon d'Ukraine »,.

### Étymologie
Son épithète spécifique, belingi, lui a été donnée en l'honneur de Demeter E. Beling, directeur de la Station biologique du Dniepr, autorité en matière de poissons ukrainiens fréquemment citée dans les articles de Slastenenko.

### Publication originale
- Efim Petrovitch Slastenenko, « Les goujons de l'Ukraine », Bulletin de la Société zoologique de France, Paris, Société zoologique de France, vol. 59,‎ 1934, p. 346-363 (lire en ligne) (protologue).